# 卡加利活動中心
卡加利活動中心是一座計劃在加拿大亞伯達省卡加利興建的綜合性體育館。完工後將取代豐業銀行馬鞍體育館，成為國家冰球聯盟卡加利火焰隊的主場。興建計畫預計於2022年初開始，預計可容納18,300人。